# Natko Zrnčić-Dim
Natko Zrnčić-Dim (7. ožujka 1986.)  hrvatski je alpski skijaš u mirovini.

## Športska karijera
Član je SK Medveščak. Jedan je od četvero hrvatskih skijaša koji ima ostvaren plasman među prvih tri u Svjetskom skijaškom kupu. Ima 4 postolja u karijeri. Prvo je ostvario u francuskom Val-d'Isèreu, kada je bio treći u superkombinaciji. Tada se prvi puta dogodilo da se dvoje Hrvata popelo na pobjedničko postolje u jednoj utrci (Ivica Kostelić je bio drugi). No onda je opet oduševio u Kitzbühelu 2009. godine te opet bio treći u kombinaciji. Zanimljivo, Ivica Kostelić je bio drugi. Posljednje postolje bilo mu je 2011. godine u Chamonixu kad je osvojio 2. mjesto u superkombinaciji, Ivica Kostelić bio je prvi.
Svoje prve bodove ostvario je na istom skijalištu, također u utrci superkombinacije, 11. prosinca 2005. kada je bio 24. Prvi plasman u prvih 10 zabilježio je u Wengenu 11. siječnja 2008. (9. mjesto u superkombinaciji). Natko je osvajao bodove u svim disciplinama osim veleslaloma. Otprije je imao bodove u kombinaciji i superkombinaciji te u spustu i Super G-u, a u sezoni 2008./09. osvojio je i prve bodove u slalomu.
Dana 9. veljače 2009., na svjetskom prvenstvu u Val-d'Isèreu, osvojio je brončanu medalju u superkombinaciji, iza Norvežanina Aksela Lunda Svindala i Francuza Juliena Lizerouxa, te je time postao drugi hrvatski skijaš, uz Ivicu Kostelića, koji je osvojio medalju sa svjetskih prvenstava. Na istom je prvenstvu Natko bio jedini skijaš koji je imao plasmane među prvih 30 u svim disciplinama.
Od travnja 2018. godine više nije član hrvatske skijaške reprezentacije, a u ožujku 2019. godine u slovenskom Krvavcu službeno se oprašta od skijaške karijere s natpisom na majici Ako me netko traži, ja sam na plaži.

## Velika natjecanja

### Olimpijske igre
Torino (Italija):
- 2006. – superveleslalom, 35. mjesto
- 2006. – spust, nije nastupao
- 2006. – kombinacija, 33. mjesto
- 2006. – veleslalom, 25. mjesto
- 2006. – slalom, 33. mjesto

Vancouver (Kanada):
- 2010. – superveleslalom, DNF1
- 2010. – spust, 33. mjesto
- 2010. – super-kombinacija, 20. mjesto
- 2010. – veleslalom, 41. mjesto
- 2010. – slalom, 19. mjesto

Soči (Rusija):
- 2014. – superveleslalom, 19. mjesto
- 2014. – spust, 29. mjesto
- 2014. – superkombinacija, 10. mjesto
- 2014. – veleslalom, nije nastupao
- 2014. – slalom, DNF2

PyeongChang (Južna Koreja):
- 2018. – superveleslalom, 29. mjesto
- 2018. – spust, DNS
- 2018. – superkombinacija, 19. mjesto
- 2018. – veleslalom, nije nastupao
- 2018. – slalom, nije nastupao

### Svjetska prvenstva
Bormio (Italija):
- 2005. – superveleslalom, nije nastupao
- 2005. – spust, nije nastupao
- 2005. – kombinacija, nije nastupao
- 2005. – veleslalom, 40. mjesto
- 2005. – slalom, 31. mjesto

Aare (Švedska):
- 2007. – superveleslalom, 40. mjesto
- 2007. – spust, 34. mjesto
- 2007. – super-kombinacija, diskvalificiran
- 2007. – veleslalom, 39. mjesto
- 2007. – slalom, nije nastupao

Val d'Isere (Francuska):
- 2009. – superveleslalom, 23. mjesto
- 2009. – spust, 19. mjesto
- 2009. – super-kombinacija, 3. mjesto
- 2009. – veleslalom, 27. mjesto
- 2009. – slalom, 14. mjesto
- (jedini skijaš koji je došao do cilja u svih pet disciplina i to među 30 najboljih)

Garmisch-Partenkirchen (Njemačka):
- 2011. – superveleslalom, 26. mjesto
- 2011. – spust, 28. mjesto
- 2011. – superkombinacija, 8. mjesto
- 2011. – veleslalom, 38. mjesto
- 2011. – slalom, nije završio

### Svjetski kup
| Nadnevak           | Mjesto održavanja | Disciplina       | Rezultat  |
| ------------------ | ----------------- | ---------------- | --------- |
| 3. veljače 2008.   | Val-d'Isère       | superkombinacija | 3. mjesto |
| 25. siječnja 2009. | Kitzbühel         | kombinacija      | 3. mjesto |
| 4. prosinca 2009.  | Beaver Creek      | superkombinacija | 3. mjesto |
| 30. siječnja 2011. | Chamonix          | superkombinacija | 2. mjesto |
| 17. siječnja 2014. | Wengen            | superkombinacija | 3. mjesto |

## Vanjske poveznice
- FIS profil  Arhivirana inačica izvorne stranice od 12. veljače 2008. (Wayback Machine)